# Sainte-Colombe-en-Bruilhois

Sainte-Colombe-en-Bruilhois este o comună în departamentul Lot-et-Garonne din sud-vestul Franței. În 2009 avea o populație de 1.650 de locuitori.

## Evoluția populației
| An        | 1975 | 1982 | 1990  | 1999  | 2006  | 2009  |
| --------- | ---- | ---- | ----- | ----- | ----- | ----- |
| Populație | 920  | 998  | 1.238 | 1.345 | 1.610 | 1.650 |